# Oconoperla innubila
Oconoperla innubila är en bäcksländeart som först beskrevs av James George Needham och Peter Walter Claassen 1925.  Oconoperla innubila ingår i släktet Oconoperla och familjen rovbäcksländor. Inga underarter finns listade i Catalogue of Life.